# كارلوس دييغو فيريرا
كارلوس دييغو فيريرا (بالبرتغالية: Carlos Diego Ferreira) هو فنان قتال مختلط برازيلي، ولد في 29 يناير 1985 في الأمازون في البرازيل.

## وصلات خارجية
- كارلوس دييغو فيريرا على موقع يو إف سي (الإنجليزية)
- كارلوس دييغو فيريرا على موقع شيردوغ (الإنجليزية)
- كارلوس دييغو فيريرا على موقع Tapology.com (الإنجليزية)
- كارلوس دييغو فيريرا على موقع IMDb (الإنجليزية)